# マッテオ・ビアンケッティ
マッテオ・ビアンケッティ（Matteo Bianchetti, 1993年3月17日 - ）は、イタリア・コモ出身のサッカー選手。USクレモネーゼ所属。ポジションはDF。

## 経歴

### クラブ
地元のクラブであるカルチョ・コモの下部組織を経て、2007年にインテルナツィオナーレ・ミラノの下部組織に入団。2012年にはプリマヴェーラの一員としてNextGenシリーズで優勝を果たした。2012年、トップチームの監督に昇格したアンドレア・ストラマッチョーニと共にトップチームへ昇格し、ベンチ入りする機会も増えたがデビューの機会は訪れなかった。
2013年1月23日、セリエBのエラス・ヴェローナFCへ共同保有権OP付きのレンタルで移籍。2015年6月25日、共同保有権をエラス・ヴェローナが買い取り完全移籍を果たした。2016年4月17日のフロジノーネ戦でリーグ戦初ゴールを記録した。
2019年8月17日、セリエBのUSクレモネーゼと契約した。

### 代表
U-21イタリア代表としてUEFA U-21欧州選手権に2大会連続で出場した。